# 1-Chlor-4-iodbenzol
1-Chlor-4-iodbenzol ist eine chemische Verbindung, die sich vom Benzol ableitet. Es ist eines der drei möglichen Chloriodbenzole; die anderen sind 1-Chlor-2-iodbenzol und 1-Chlor-3-iodbenzol.

## Gewinnung und Darstellung
1-Chlor-4-iodbenzol wird durch Diazotierung und Sandmeyer-Reaktion von 4-Chloranilin hergestellt, wie erstmals 1875 von Beilstein und Kurbatow beschrieben.

## Eigenschaften
1-Chlor-4-iodbenzol hat einen Flammpunkt von 108 °C. Es kristallisiert in weißen Blättern.